# Amt Bad Doberan-Land
Urząd Bad Doberan-Land (niem. Amt Bad Doberan-Land) – urząd w Niemczech, leżący w kraju związkowym Meklemburgia-Pomorze Przednie, w powiecie Rostock. Siedziba urzędu znajduje się w mieście Bad Doberan.
W skład urzędu wchodzi dziewięć gmin:
1. Admannshagen-Bargeshagen
2. Bartenshagen-Parkentin
3. Börgerende-Rethwisch
4. Hohenfelde
5. Nienhagen
6. Reddelich
7. Retschow
8. Steffenshagen
9. Wittenbeck.